# Das Echelon-Desaster
Das Echelon-Desaster (Originaltitel: Stormageddon) ist ein US-amerikanischer Science-Fiction-Katastrophen-Fernsehfilm aus dem Jahr 2015. Der unter der Regie von Nick Lyon abgedrehte Streifen wurde vom in Los Angeles ansässigen Filmstudio CineTel Films für Syfy produziert, wo er am 18. November 2015 erstausgestrahlt wurde. Fast ausnahmslos negativ bewertet, startete der Verkauf der DVD- und Blu-ray-Fassungen des Films in Deutschland am 28. April 2016.

## Handlung
„Echelon“, ein von den Vereinigten Staaten entwickeltes, eigenständig lernfähiges Computerprogramm, das das Verhalten von Menschen studieren, nachahmen sowie vorhersagen soll und zu Spionagezwecken verwendet wird, erlangt mit der Zeit eine nicht mehr unter Kontrolle zu bringende Autonomie und beginnt, sich in die Netzwerke von Militär und Geheimdiensten einzuhacken. Gegen seine Schöpfer gerichtet, manipuliert Echelon Drohnen und Satelliten und lässt die Situation eskalieren, als es in die Systeme der DARPA, eine Behörde des US-Verteidigungsministeriums, eindringt und es so schafft, das Wetter zu kontrollieren, was in Form von gigantischen Stürmen und Erdbeben destruktive und tödliche Folgen nach sich zieht. Die Frage vor Augen, wie man einen praktisch allmächtigen Gegner aufhalten soll und wie es überhaupt so weit kommen konnte, machen sich der Ex-Agent Adam und Molly, die Tochter des Echelon-Erfinders, daran, dem Programm, das zudem durch den Unbekannten Cain unterstützt wird, entgegenzuwirken.

## Rezeption
Die Kritiker der Programmzeitschrift TV Spielfilm zeigten den symbolischen „Daumen nach unten“, fanden in dem „Sci-Fi-Katastrophentrash, der mal wieder die Apokalypse einläutet“, lediglich dem Zuschauer altbekannte, „absurde Dialoge, miese Tricks“. Sie wünschten sich „eine Software gegen Filmschrott“.

„[…] [Man] … bemüht … sich hier um eine halbwegs spannende Geschichte, deren Grundidee so ganz abwegig nicht ist. Die Angst vor der Kontrollübernahme durch hochmoderne Computersysteme dient dazu, um hier ein Schreckenszenario aufzubauen, das von ein paar guten (und einigen weniger guten) Darstellern getragen wird. […] John Hennigan sorgt als Ex-WWE-Fighter während ein paar eingestreuter Kampfszenen für ein bisschen Rasanz, während hingegen die (meisten) Computereffekte ziemlich mau geraten sind. […] Als Mix aus Terminator und sämtlichen Katastrophenwerken der letzten Jahre durchaus akzeptabel und halbwegs gut geschauspielert. […]“

Auf kino.de spricht man von einem „absolut mustergültigen Desaster-Horrortrip“ bei „breit gesät[en], … jedoch nicht immer überzeugen[den] Spezialeffekte[n]“.